# Liga Polska (1848–1850)

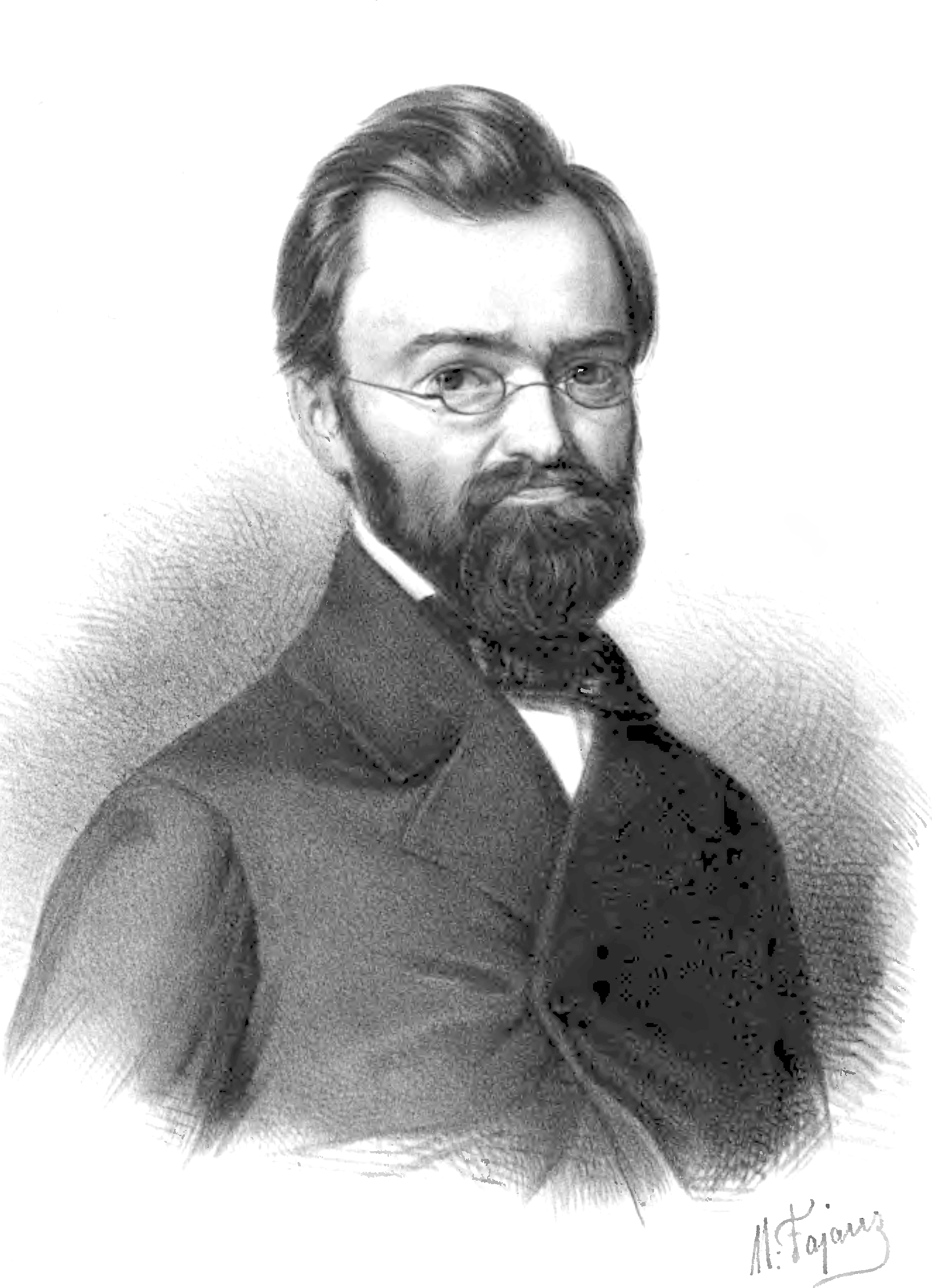
Przywódca ideowy Ligi Narodowej Polskiej August Cieszkowski

Liga Polska (właśc. Liga Narodowa Polska) – organizacja polityczno-kulturalna założona w Berlinie działająca w Wielkopolsce i na Pomorzu w latach 1848–1856 głosząca idee solidaryzmu społecznego.

## Historia
Założona została w czerwcu 1848 roku w Berlinie przez polskich posłów do parlamentu pruskiego. Grupa liberalnych polityków złożona z ziemian i księży polskich zawiązała „Stowarzyszenie pod nazwiskiem Ligi Narodowej Polskiej, mającej na celu skupienie w jedno ognisko sił moralnych i materialnych tak w kraju, jak i zagranicą, do jawnego, legalnego działania na korzyść narodowości polskiej”. Skupiała zarówno konserwatystów jak i demokratów.
Organizacja była popierana przez Kościół. Jej głównym celem była obrona interesów Polaków przy wykorzystaniu legalnych metod działania. Zgodnie z hasłami solidaryzmu narodowego do Ligi należeli reprezentanci różnych grup społecznych: od bogatego ziemiaństwa po chłopów. Inicjatorem założenia ligi był August Cieszkowski. Wśród innych liderów, którzy przyczynili się do założenia organizacji byli także m.in. Karol Libelt, arcybiskup Leon Przyłuski, Wojciech Lipski oraz Gustaw Potworowski.
Władze niemieckie podjęły w latach 1850-1852 działania zmierzające do rozwiązania organizacji czego efektem był wyrok sądowy z dnia 8 kwietnia 1850 roku likwidujący działalność polskich stowarzyszeń oraz gazet.

## Organizacja
Od jesieni 1848 roku zaczęły powstawać ligi obwodowe i lokalne na terenie Poznańskiego i Pomorza. Na zjeździe delegatów organizacji w roku 1849 wybrano władze organizacji, w skład których weszli August Cieszkowski, Karol Libelt oraz Gustaw Potworowski. W centrali utworzono siedem wydziałów:
- Dział rolnictwa i interesów włościańskich,
- Przemysłu,
- Handlu,
- Dobroczynności,
- Publikacji i Oświaty narodowej,
- Praw narodowych,
- Korespondencji zewnętrznej

W najintensywniejszym okresie działalności liczyła ok. 40 tys. członków, skupionych w 300 ligach obwodowych i 200 oddziałach parafialnych.

## Działalność
Cieszkowski deklarował, że głównym zadaniem ligi jest „podnoszenie mas ludu do coraz większej godności moralnej i do coraz lepszego bytu”. Działacze Ligi zakładali pisma m.in. „Wielkopolanin” oraz „Kurek Mazurski”, czytelnie, kasy oszczędnościowo-pożyczkowe, organizowali prelekcje i wykłady. Księża w ramach ligi prowadzili propagandę wstrzemięźliwości od wódki. Po zaostrzeniu przez władze pruskie przepisów o stowarzyszeniach oraz wzmocnieniu nadzoru policyjnego, w 1856 Liga uległa rozbiciu. Wiele jej inicjatyw przetrwało jednak na poziomie lokalnym.